# محمية سار
كانت محمية سار ((بالألمانية: Saarprotektorat)؛ (بالفرنسية: Protectorat de la Sarre)‏)، رسمِيّاً سارلاند ((بالألمانية: Saarland)؛ (بالفرنسية: Sarre)‏) محمية فرنسية ومنطقة متنازع عليها منفصلة عن ألمانيا. عند انضمامها إلى جمهورية ألمانيا الاتحادية (ألمانيا الغربية) في عام 1957 أصبحت أصغر ولاية، ولاية سارلاند، باستثناء "الولايات المدن" برلين وهامبورغ وبريمن. سُميت نسبة إلى نهر السار.
المنطقة المحيطة بنهر السار ووديان روافده هي منطقة مطوية جيولوجيًا وغنية بالمعادن وذات أغلبية عرقية ألمانية ومهمة اقتصاديًا ومنطقة صناعية بشكل كبير.  ذات بنية تحتية متطورة للنقل، وكانت واحدة من مراكز الثورة الصناعية في ألمانيا. حوالي عام 1900 شكلت المنطقة ثالث أكبر منطقة لصناعة الفحم والحديد والصلب في ألمانيا (بعد حوض الرور وحوض الفحم العلوي في سيليزيا).  من عام 1920 إلى عام 1935 ونتيجة للحرب العالمية الأولى كانت المنطقة تحت وصاية عصبة الأمم باسم أراضي حوض السار.  في عام 1935 أقامت ألمانيا النازية سيادتها الكاملة على الإقليم.
قام الحلفاء بعد نهاية الحرب العالمية الثانية رسميا بتطبيق سياسة منع الصناعات الحربية وتشتيت العمال الصناعيين حتى عام 1951، كما أنه قد تم وضع المنطقة تحت السيطرة الفرنسية عام 1947. بسبب ضغوط الحرب الباردة التي تطلبت وجود ألمانيا أقوى مما كانت عليه فقد سُمح بتحديث الصناعات في ألمانيا بشكل عام ومنطقة سار بشكل خاص، كما قامت فرنسا بإعادة المنطقة لإدارة الحكومة الفيدرالية الألمانية عام 1957، وتم بموجب ذلك القرار ضم محمية سار إلى ألمانيا الغربية في 1 يناير عام 1957، والتي أصبحت تُعرف بولاية سارلاند.

## التاريخ
قد سبق أن قامت فرنسا باحتلال منطقة سار من قَبْل وذلك خلال الحروب النابليونية، حيث ضُمت إلى الإمبراطورية الفرنسية الأولى تحت اسم مقاطعة سار (بالفرنسية: département Sarre) بين عامي 1798 و1814.

### بعد الحرب العالمية الأولى
بعد نهاية الحرب العالمية الأولى وهزيمة ألمانيا، فإنه وبموجب معاهدة فرساي أصبحت سار تحت احتلال وإدارة مشتركة من المملكة المتحدة وفرنسا. في عام 1920 تم وضع سار تحت وصاية عصبة الأمم، وقامت بريطانيا وفرنسا بإنشاء حكومة احتلال مستقلة اسميا في المنطقة التي أصبحت تُعرف رسميا باسم أراضي حوض سار، وتم فصل المنطقة الجديدة عن مقاطعة الراين البروسية السابقة (التي كانت سار جزءً منها) وتم توسيع منطقة سار باقتطاع منطقتين من ولاية بافاريا (هومبورغ وسانت إنغبرت)، وتم التنازل عن منطقة بلاتينيت. استمرت وصاية عصبة الأمم على سار 15 عاما، أما صناعة الفحم في سار (والتي كانت من الصناعات المهيمنة في المنطقة ذلك الوقت) فقد تم تأميمها وكانت تحت الإدارة الفرنسية المباشرة.

### الاستفتاء
في 13 يناير عام 1935، عُقد استفتاء لتقرير المصير في الإقليم وذلك لنهاية مدة الخمسة عشر عاما التي كانت مقررة لوصاية عصبة الأمم على سار، كانت نتيجة ذلك الاستفتاء 90.7٪ من الناخبين أيّدوا عودة الإقليم إلى ألمانيا، و0.4٪ صوتوا للوحدة مع فرنسا، وفضّل آخرون (8.9٪) الخيار الثالث وهو استمرار حكومة الاحتلال البريطاني-الفرنسي، وبعد عدة سنوات من التحريض السياسي والمناورة -التي سبقت الاستفتاء- من قبل المستشار الألماني أدولف هتلر لإعادة دمج سارلاند مع الرايخ الألماني (بالألمانية: Rückgliederung des Saarlandes) تم أخيرا إعادة إقليم سار إلى ألمانيا في عام 1935. بعد أن عادت سار إلى ألمانيا لم يتم إعادة دمجها مع مقاطعتها الأصلية (مقاطعة الراين البروسية) ولم يتم إعادة الأراضي المقتطعة إلى ولاية بافاريا، وإنما تم إنشاء اتحاد بين إقليم سار ومنطقة بالاتينات، وتم تسمية المنطقة الجديدة باسم ساربفالز (بالألمانية: Saarpfalz). في عام 1942 تم تغيير اسم المنطقة إلى ويستمارك (التي تعني الحدود الغربية للرايخ). إعادة التسمية هذه كانت مقصودة، والهدف منها كان توسيع أراضي المنطقة وضم أراضي من فرنسا إليها (منطقة لورين تحديدا) إلا أن هذا الضم لم يتحقق لاحقا.

### بعد الحرب العالمية الثانية
في يوليو 1945، أي بعد شهرين من نهاية الحرب العالمية الثانية في أوروبا، قام الحلفاء بإعادة نشر قواتهم بحيث تصبح المناطق التي غزوها مناطق تقع تحت إحتلالهم وسيطرتهم. في 10 يوليو 1945، غادرت القوات الأمريكية منطقة سار، بينما قامت القوات الفرنسية بالسيطرة عليها وإدارتها. في 16 فبراير 1946، قامت فرنسا بفصل منطقة سار عن بقية المناطق الخاضعة لسيطرة قوات الحلفاء، وأعلنت إنشاء محمية منفصلة فيها وأطلقت عليها اسم محمية سار، بحيث تصبح هذه المحمية الجديدة خارج إدارة مجلس الحلفاء المختص بإدارة ألمانيا.
كانت السياسة الفرنسية تجاه سكان ألمانيا مختلفة تماما عن سياسة الاتحاد السوفييتي الذي يسيطر على ألمانيا الشرقية، بالإضافة لذلك فإن محمية سار أصبحت منطقة خارج إدارة مجلس الحلفاء. كما أن فرنسا امتنعت عن طرد سكان سار (تطهير عرقي). رفضت فرنسا بشكل قاطع استيعاب لاجئي الحرب الذين رفضوا العودة إلى ديارهم الأصلية في ألمانيا الشرقية أوحتى اللاجئين الذين تم طردهم بعد انتهاء الحرب في محمية سار أوأي مناطق أخرى خاضعة للسيطرة الفرنسية ، في الوقت نفسه سمحت فرنسا للاجئين الألمان بالعودة إلى ديارهم الأصلية التي أصبحت تحت السيطرة الفرنسية، وكانت فرنسا تهدف من ذلك إلى كسب تأييد سكان سار بهدف ضمها إلى فرنسا في المستقبل.
عرضت فرنسا على ألمانيا تعويضات مقابل أن توقع معها اتفاقية تسمح لفرنسا باستخراج الفحم من مخزون منجم واردت وأن تكون الاتفاقية سارية المفعول حتى عام 1981، حيث أن السبب الرئيسي لاهتمام فرنسا بمنطقة سار هو السيطرة على اقتصادها الغني بالفحم.
في 20 يوليو 1946، تمت إضافة 109 بلدية جديدة من مقاطعة الراين البروسية إلى منطقة سار الخاضعة لفرنسا. في 18 ديسمبر 1946 تم فرض الضرائب الجمركية على السلع والحركة التجارية بين منطقة سار وباقي مناطق ألمانيا التي يحتلها الحلفاء. بعد مجموعة من عمليات تقسيم وضم واقتطاع الأراضي الألمانية بين محمية سار -التي أُنشئت في عام 1947- وولاية راينلاند بالاتينات -كانت في ذلك الوقت ولاية جديدة حيث أُنشئت في 30 أغسطس 1946 ضمن المنطقة الألمانية الخاضعة لفرنسا- عاد إلى ألمانيا 61 بلدية كانت قد اقتُطِعت منها وتم التنازل عن 13 بلدية أخرى ليتم ضمها إلى محمية سار وذلك بين 8 يونيو 1947 و1949، تلى هذا التاريخ عملية ضم لبلدية واحدة من بالاتينات إلى محمية سار في وقت لاحق.
في خطاب إعادة صياغة السياسة بشأن ألمانيا الذي ألقاه في شتوتغارت يوم 6 سبتمبر 1946 وزير خارجية الولايات المتحدة الأمريكية جيمس بيرنز قال فيه بشأن منطقة سار مبررا فصلها عن ألمانيا بأن «الولايات المتحدة لا تشعر بأنه يُمكن إنكار مطالب فرنسا، التي قامت ألمانيا بغزوها ثلاث مرات خلال 70 عاما، بأراضي منطقة سار».

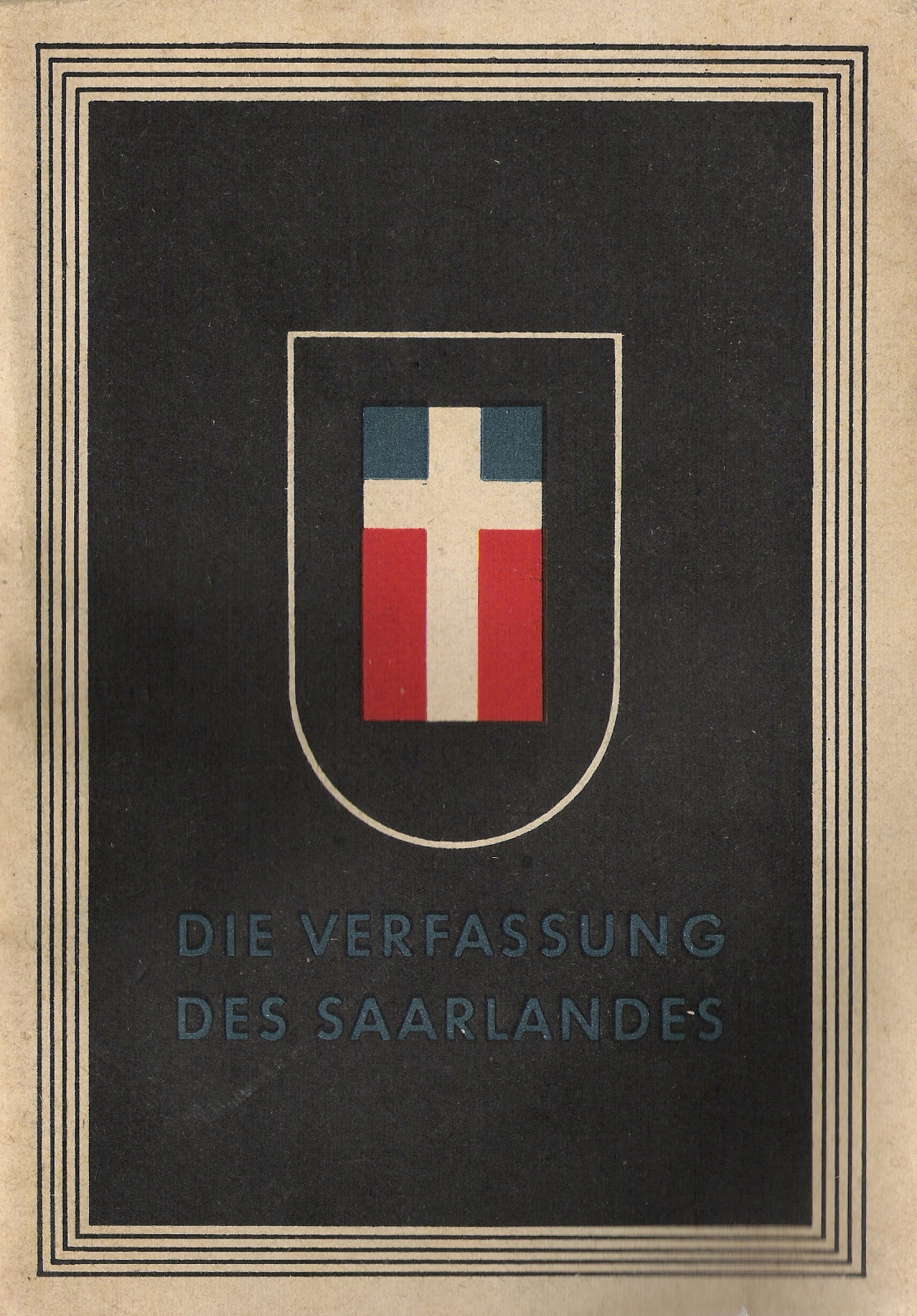
دستور سارلاند 1947/48

كانت العملة الألمانية رايخ مارك هي العملة الرسمية في سار، إلى أن تم إستبدالها بعملة جديدة هي السار مارك لتصبح هي العملة الرسمية في محمية سار، تلى ذلك دمج محمية سار لتصبح جزء من المناطق التي تتعامل بالعملة الفرنسية في 15 نوفمبر من نفس العام. كانت الأوراق النقدية في سار هي الفرنك الفرنسي منذ عام 1954، أما بالنسبة للعملة النقدية المعدنية فقد أصبحت السار فرنك بعد أن كانت السار مارك، وقد تم تصميم السار فرنك ليكون شبيها للفرنك الفرنسي. في 15 ديسمبر 1947 تم كتابة دستور لسار وتم بموجب هذا الدستور تسميتها رسميا «سارلاند»، ونص الدستور على أن تكون لسارلاند حكومة منتخبة تحت سيادة المندوب السامي الفرنسي غيلبرت غراندفال. في 23 مارس 1948 تم تأكيد الاتحاد الجمركي لسارلاند مع فرنسا، وتم تنفيذ هذا الإعلان في يوم 1 أبريل من نفس العام. في يوليو من عام 1948 تم إعطاء سكان سار جنسية جديدة هي الجنسية السارلاندية بدلا من الجنسية الألمانية ليُصبح بذلك سكان سار يحملون جنسية خاصة بكيانهم الجديد، وكما كان الحال في سار بين عامي 1920 - 1935 عندما كانت تحت وصاية عصبة الأمم فقد تم إصدار طوابع بريدية خاصة بمحمية سار استمرت منذ عام 1947 حتى عام 1959.
في البداية قام الحلفاء باتباع سياسة نزع سلاح وتقنين الصناعة الألمانية، وكجزء من هذه السياسة تم وضع قيود على مستويات الإنتاج المسموح بها وتم تفكيك الصناعات الموجودة في سار كما تم تفكيكها قبل ذلك في منطقة رور، حيث تم تفكيك معظمها قبل أن يتم انفصال سار عن ألمانيا. في النهاية انعكست هذه السياسة سريعا في منتصف عام 1946 وبداية عام 1947، وأصبحت غير مطبقة تماما.
سعت فرنسا وبحسب مخطط مونيه إلى السيطرة على اقتصاد المناطق الصناعية الألمانية الخاضعة لسيطرتها، وخاصة المناطق الغنية بالثروات المعدنية والفحم، مثل منطقة الرور (الواقعة تحت السيطرة البريطانية) ومنطقة سار. في عام 1951، تم التخلي عن مشاريع للسيطرة أولتدويل منطقة الرور، وذلك عندما رفضت فرنسا المبادئ الأوروبية التقليدية القائمة على العداء الأوروبي والمتبعة في مثل هذه الظروف والهادفة لإضعاف الطرف المهزوم، متخذة بذلك خطوة تاريخية عندما أعلنت موقفها بأن النموذج السياسي الوحيد القابل للتطبيق في أوروبا هو مبدأ التكامل الأوروبي. أدى موقف فرنسا هذا إلى إعلان شومان الذي نص على تأسيس اتحاد لجعل أوروبا الغربية تقف خلال الحرب الباردة التي كانت تزداد حدتها بين الولايات المتحدة الأمريكية والاتحاد السوفييتي في 9 مايو 1950 باعتبارها وسيلة لمنع اندلاع حرب جديدة بين فرنسا وألمانيا. حيث أعلن أن هدفه: «ليس جعل الحرب لا يمكن تصورها فحسب، بل جعلها مستحيلة ماديًا»، وقام جان موني بوضع معظم خطة ذلك الإعلان، أدى ذلك فيما بعد لتشكيل اتحاد أوروبا الغربية كما ساهم في إنشاء الجماعة الأوروبية للفحم والصلب. كانت موافقة ألمانيا على هذا الاقتراح متوقفة على عودة السيطرة الكاملة على الصناعة الألمانية إلى ألمانيا الغربية، إلا أن فرنسا قامت بالمماطلة بشأن عودة منطقة سار إلى ألمانيا وذلك بهدف تعزيز السيطرة الاقتصادية الفرنسية على المنطقة.
كانت الأحزاب الموالية لألمانيا محظورة من خوض الانتخابات في سارلاند وذلك بإيعاز من فرنسا ، في المقابل كان الدعم الفرنسي الأكبر لحركة تُطالب بضم سار إلى فرنسا تُدعى بالفرنسية Mouvement pour le Rattachement de la Sarre à la France قام بإنشائها عدد من المنفيين الساريين الذين أيّدوا ضم سار إلى فرنسا والذين كانوا يُقيمون في باريس أثناء الحكم النازي في أوائل عام 1945، والذين عاد العديد منهم إلى بلاده بعد انتهاء الحرب، على أي حال لم تحصل هذه الحركة على دعم أغلبية سكان سار. في انتخابات ديسمبر 1952 في محمية سار، كانت معظم أصوات الناخبين الساريين قد ذهبت إلى الأحزاب التي تدعم فكرة استقلال سار، بينما قام 24% من الناخبين بالإدلاء بأصواتهم فارغة وذلك تعبيرا منهم عن دعمهم للأحزاب المحظورة الموالية لألمانيا.

### الاستفتاء والوحدة مع ألمانيا
حسب اتفاقيات بارس 23 أكتوبر 1954 فقد عرضت فرنسا إعطاء الاستقلال لسارلاند وأن تكون كيانا مستقلا عن أي دولة أخرى، على أن تكون سارلاند تحت إشراف اتحاد أوروبا الغربية، إلا أن استفتاء 23 أكتوبر 1955 رفض هذه الخطة، حيث صوّت 67.7% من الناخبين بالرفض بينما صوّت 32.3% منهم بالموافقة (كان الاقبال على الاستفتاء بنسبة 96.5%: 423434 صوتا كانوا ضد و201975 مع) بالرغم من أن خطة الاستقلال هذه دعمها المستشار الألماني كونراد أديناور. تم تفسير رفض الساريين للخطة على أنه دعم لانضمام سارلاند إلى جمهورية ألمانيا الاتحادية.

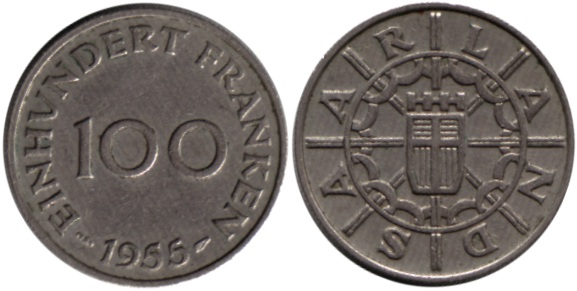
100 فرنك ساري

في 27 أكتوبر 1956 تم توقيع معاهدة سار التي تنص على أنه يجب أن يُسمح لسارلاند بأن تنضم إلى ألمانيا الغربية، وأن يتم ذلك بحسب المادة 23 من القانون الأساسي لجمهورية ألمانيا الاتحادية، وهذا ما حصل بالفعل في 1 يناير 1957. لكن كان يتوجب على ألمانيا أن توافق أولا على إعادة توجيه مياه نهر موزيل، حيث أن هذه الخطوة ستؤدي إلى تخفيض كلفة الشحن للصناعات المعدنية في اللورين، كما أنه على ألمانيا أن تقوم بتدريس اللغة الفرنسية كلغة أجنبية أولى في مدارس سارلاند. أما اليوم وعلى الرغم من أن هذه الاتفاقية لم تعد مُلزمة إلا أنه ما زالت تُدرّس اللغة الفرنسية كلغة أجنبية أولى في سارلاند حيث أصبحت عادة راسخة فيها.
نصت أيضا هذه الإتفاقية على أن التكامل الإقتصادي لسار مع ألمانيا الغربية يجب أن يكون قد اكتمل حتى عام 1960، وتم تحديد تاريخ لاستبدال عملة سار من السار فرنك والفرنك الفرنسي إلى المارك الألماني وظلّ هذا التاريخ سرّا ورُمِزَ إليه باسم «اليوم إكس» (Day X)، حيث أنه وبعد ضم سار إلى ألمانيا الغربية (تحت اسم سارلاند) في 1 يناير 1957 بقيَ الفرنك هو العملة القانونية في سارلاند حتى 6 يوليو 1959، حيث يُعدّ هذا التاريخ هواليوم الذي تم فيه توحيد سارلاند بشكل كامل مع ألمانيا الغربية بعد 14 عاما من الانفصال.
شكّل هذا الاتفاق أحد أهم العوامل التي أدت إلى تسوية شاملة للنزاعات الفرنسية-الألمانية التي يعود تاريخها إلى أيام الحروب النابليونية، كما أنه ساهم في تسهيل إنشاء الاتحاد الأوروبي وتحقيق التكامل الأوروبي. كان النزاع الإقليمي للسيطرة على سارلاند واحدا من أواخر النزاعات التي قامت بين الدول التي أصبحت من أعضاء الاتحاد الأوروبي اليوم.

## الرياضة
شاركت سار في الألعاب الأولومبية الصيفية لعام 1952 التي أُقيمت بمدينة هلسنكي في فنلندا، كما شارك منتخب سارلاند لكرة القدم في مباريات التأهل لكأس العالم لكرة القدم الذي أُقيم في عام 1954 لكنها فشلت في التأهل وحلّت في المرتبة الثانية في مجموعتها بعد ألمانيا الغربية وقبل النرويج. كان هيلموت شون مديرا لمنتخب سارلاند منذ عام 1952 وحتى عام 1957، والذي أصبح لاحقا مدربا لمنتخب ألمانيا الغربية الذي فاز في فترته بكأس الأمم الأوروبية 1972 وكأس العالم لكرة القدم 1974.

## رؤساء الوزراء
قامت أول انتخابات برلمانية في محمية سار بتاريخ 5 أكتوبر 1947، سُمِحَ بالتنافس فيها لأربعة أحزاب هي: حزب الشعب المسيحي السارلاندي (CVP)، الحزب الديموقراطي الاجتماعي السارلاندي (SPS)، الحزب الديموقراطي السارلاندي (DPS)، والحزب الشيوعي السارلاندي (KPS)، وتم تمرير مشروع إنشاء دستور سارلاند في 15 ديسمبر 1947. كان حزب الشعب المسيحي أكثر الأحزاب نجاحا والذي كان بقيادة يوهانس هوفمان حيث شكّل أول حكومة في المحمية بالمشاركة مع الحزب الديموقراطي الاجتماعي.
- 1947–1952: يوهانس هوفمان، أول رئيس وزراء.
- 1952–1955: يوهانس هوفمان، لولاية ثانية إلا أنه قدّم استقالته بعد فشل الاستفتاء على النظام الأساسي.
- 1955–1956: هاينريش ويلش، ترأس الحكومة حتى نهاية المدة لرئيس الوزراء المستقيل السابق.
- 1956–1957: هوبير ناي، استقال بعد الوحدة مع ألمانيا الغربية.

## مناصب أخرى

### الحاكم
- غيلبرت إيف-ادمون غراندفال، 30 أغسطس 1945 - 10 يناير 1948 (تقلد المنصب فعليا في 7 سبتمبر 1945)

### المفوض السامي للجمهورية الفرنسية في سار
- غيلبرت إيف-ادمون غراندفال، 10 يناير 1948 - 5 مارس 1952

### رؤساء البعثة الدبلوماسية للجمهورية الفرنسية في سار
- غيلبرت إيف-ادمون غراندفال، 1 يناير 1952 - 8 يوليو 1955
- تشارلز ماري اريك دي كاربونال، 8 يوليو 1955 - 27 أكتوبر 1956

## اقرأ أيضا
- أراضي حوض سار، عندما كانت سار تحت وصاية عصبة الأمم.
- اتفاقية سار